# Безалкогольні напої

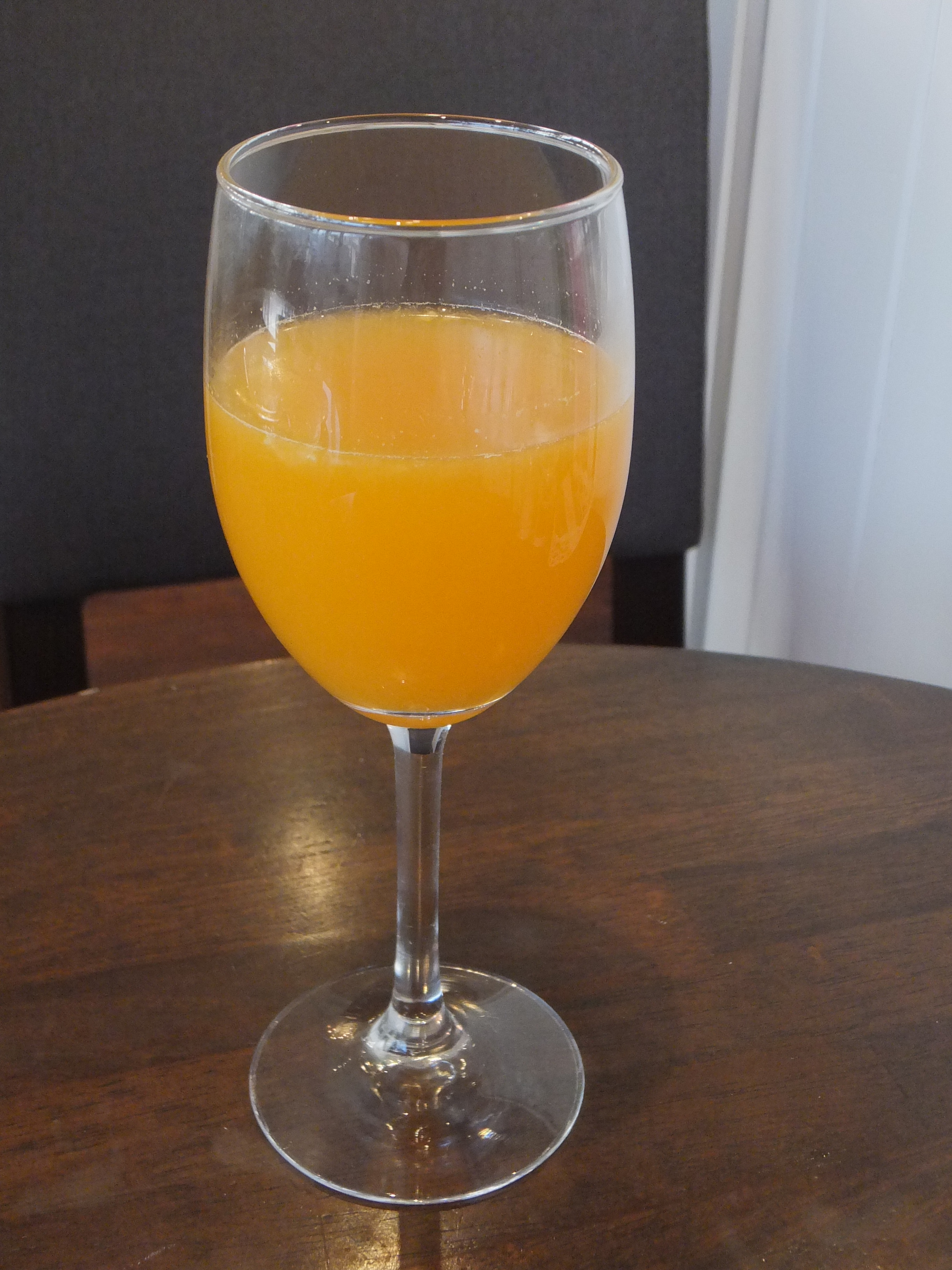
Склянка з апельсиновим соком

Безалкого́льні напо́ї — напої, які не містять алкоголю.
Зазвичай, безалкогольні напої, складаються з води, підсолоджувача та ароматизатора. Як підсолоджувачі виступають цукор, глюкозно-фруктозний сироп або інші підсолоджувачі (у випадку дієтичних напоїв). Також напої можуть містити кофеїн, сік та інші компоненти. Невелика частка алкоголю може бути присутня в безалкогольних напоях, проте вона не повинна становити більш як 0,5 % загального об'єму.

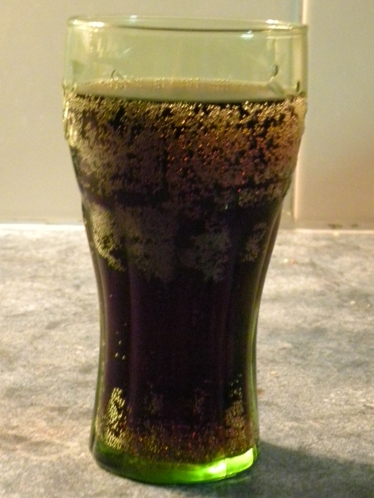
Склянка коли

Найпопулярніші різновиди безалкогольних напоїв: кола, вишня, лимон, лайм, рутбір, апельсин, виноград, ваніль, пунш, лимонад.
Такі напої, як чистий фруктовий сік, гарячий шоколад, чай, кава, молоко і молочні коктейлі, не відносять до безалкогольних напоїв. Напої, як Gatorade та Powerade можна віднести до безалкогольних напоїв, проте найчастіше вони належать до напоїв для спорту. Те ж саме можна сказати про Red Bull та його різновиди, які належать до енергетичних напоїв.
Зазвичай безалкогольні напої подаються охолодженими чи кімнатної температури. Дуже рідко вони подаються теплими.

## Види

### Негазовані напої

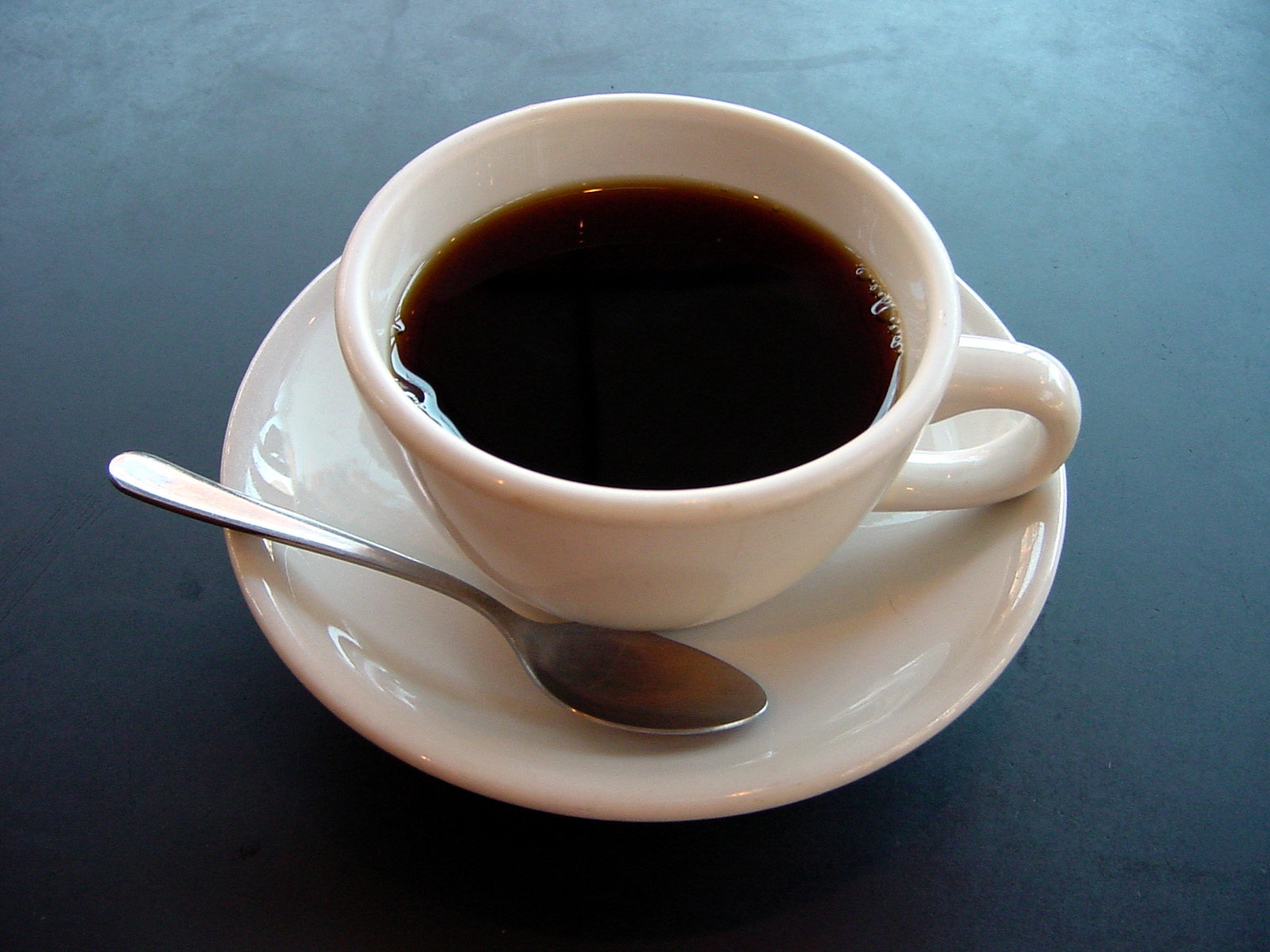
Філіжанка кави

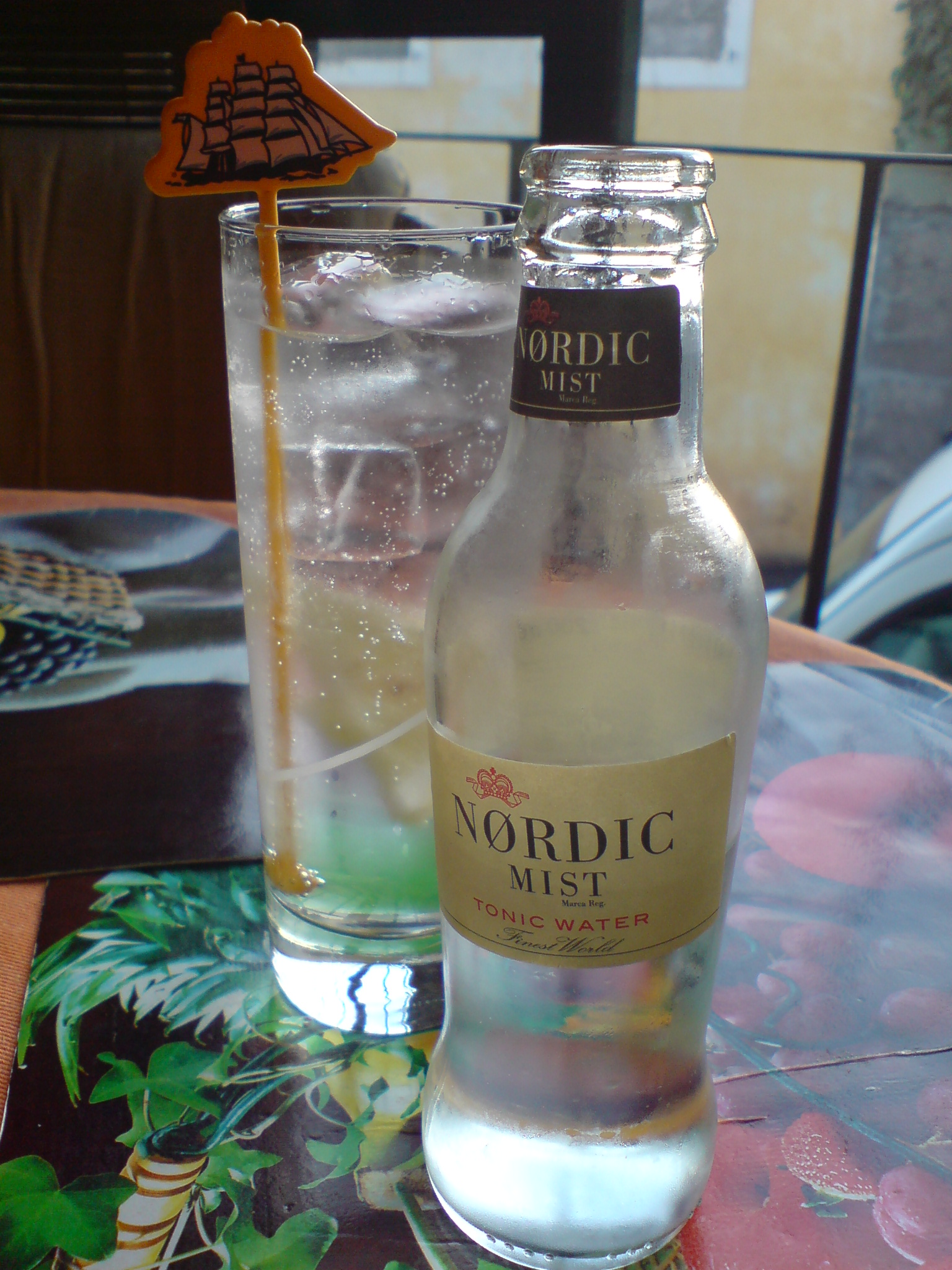
Тонік «Nordic Mist»

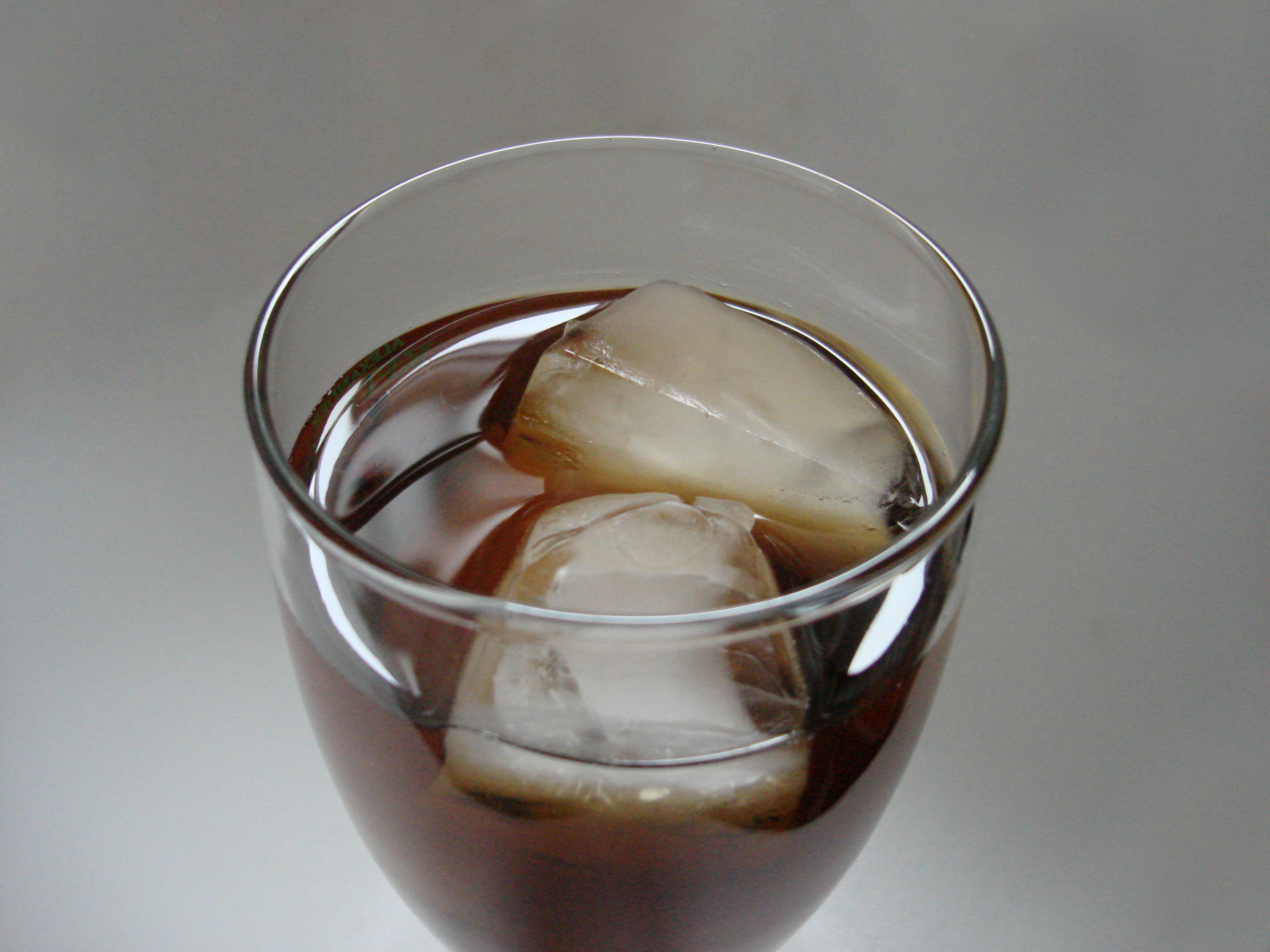
Чай з кубиками льоду

- сік
- морс
- компот
- узвар
- чапо

#### Гарячі напої
- чай
- кава
- какао
- каркаде
- гаряче молоко

#### Молочні напої
- молоко
- Кисле молоко
- кефір
- йогурт
- ряжанка
- айран
- ацидофілін

### Газовані напої
- лимонад
- тонік
- квас
- енергетичний напій
- прохолоджуючі напої (типу Coca-Cola, Fanta, Sprite)